# 이광득
이광득(1983년 9월 14일 ~ )은 대한민국의 희극 배우이다.

## 학력
- 경상국립대학교 국제통상학

## 출연작

### 방송
- 웃찾사 (SBS)
- 하땅사 (MBC)